# Ogata Kōan

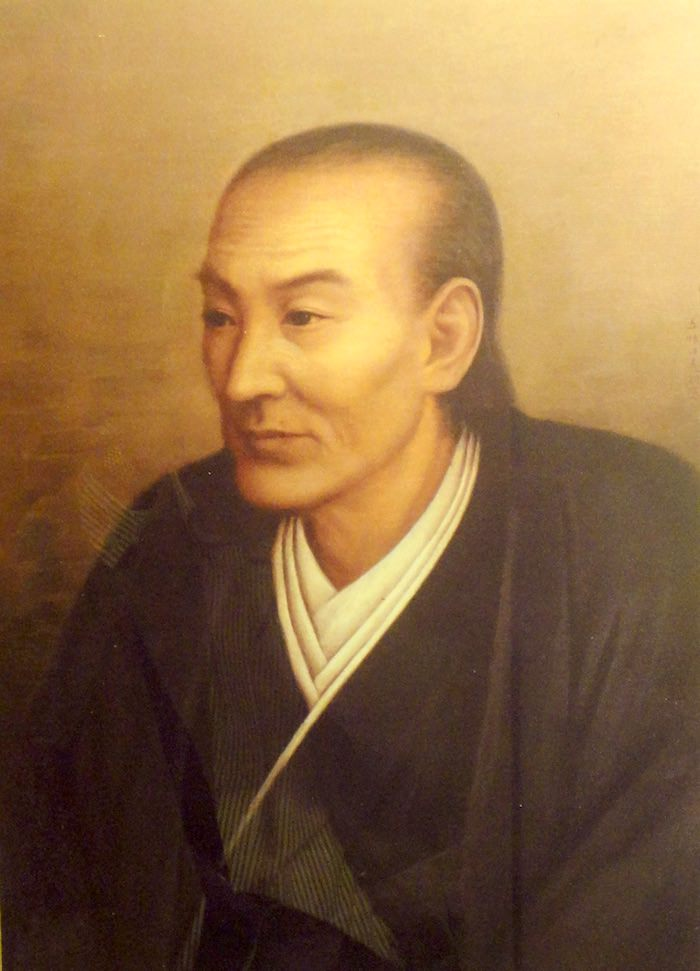
Ogata Kōan

Ogata Kōan (japanisch 緒方 洪庵; geboren 13. August 1810 in der Provinz Bitchū; gestorben 25. Juli 1863) war ein japanischer Mediziner der späten Edo-Zeit.

## Leben und Werk
Ogata Kōan studierte zunächst Medizin in Osaka. 1831 ging er nach Edo, wo er Niederländisch, grundlegende Wissenschaften und weiter Medizin studierte. 1836 ging er nach Nagasaki und bildete sich unter einem niederländischen Arzt weiter. Zurück in Osaka eröffnete er 1838 eine Schule unter dem Namen „Tekitekisaijuku“ (適々斎塾), auch einfach „Tekijuku“ (適塾) genannt, die sofort gut besucht war. Zu seinen Schülern, die nach der Meiji-Restauration 1868 eine wichtige Rolle in der Gesellschaft spielten, gehörten Fukuzawa Yukichi, Ōmura Masujirō, Sano Tsunetami, Ōtori Keisuke und andere.
Ogatas Lehrbuch „Fushi keiken ikun“ (扶氏経験遺訓), eine Übersetzung eines Lehrbuches von Christoph Wilhelm Hufeland über Innere Medizin, zirkulierte weit in handgeschriebenen Kopien. 1849 veröffentlichte er „Byōgakutsūron“ (病学通論), das erste japanische Buch über Pathologie. Ogata leitete eine Aktion gegen Pocken. Seine Ergebnisse zur Untersuchung der Cholera-Epidemie 1858 publizierte er unter dem Titel „Korori chijun“. 1862 wurde er Hauptarzt des Shōgun. Außerdem wurde er zum Leiter der „Schule für Westliche Medizin“ des Shogunats später als „Igakusho“ (医学所) bezeichnet, ernannt.
Ogata Koreyoshi (1843–1909), sein Sohn, wurde ebenfalls Mediziner.